# Ennuye
L’Ennuye est une rivière du Sud-Est de la France qui coule dans le département de la Drôme. C'est un affluent de l'Eygues et un sous-affluent du Rhône.

## Géographie
De 20,1 km de longueur, cette rivière prend sa source entre Saint-Sauveur-Gouvernet et Lemps, pour rejoindre l'Eygues à Curnier après un cours globalement dirigé vers le nord-ouest.

### Communes traversées
Le cours de l'Ennuye traverse sept communes : 
Arpavon, Besignan, Sahune, Sainte-Jalle, Le Poët-Sigillat, Saint-Sauveur-Gouvernet et Curnier.

## Hydrographie
Principaux affluents, en dehors de nombreux petits ruisseaux :
- le Rieufrais (V5320780) ;
- le Grand Gourjas (V5321560) ;
- le Rieufrais (V5320640).